# F.lux
f.lux (ふらっくす) はハーバード大学医学部が推奨するディスプレイの色温度を場所と時間に合わせて調節するクロスプラットフォームのブルーライトカットソフトウェアである。このプログラムは夜間の眼精疲労と睡眠パターンの乱れなどの生活習慣病を軽減することを目的に作成された。

## 機能

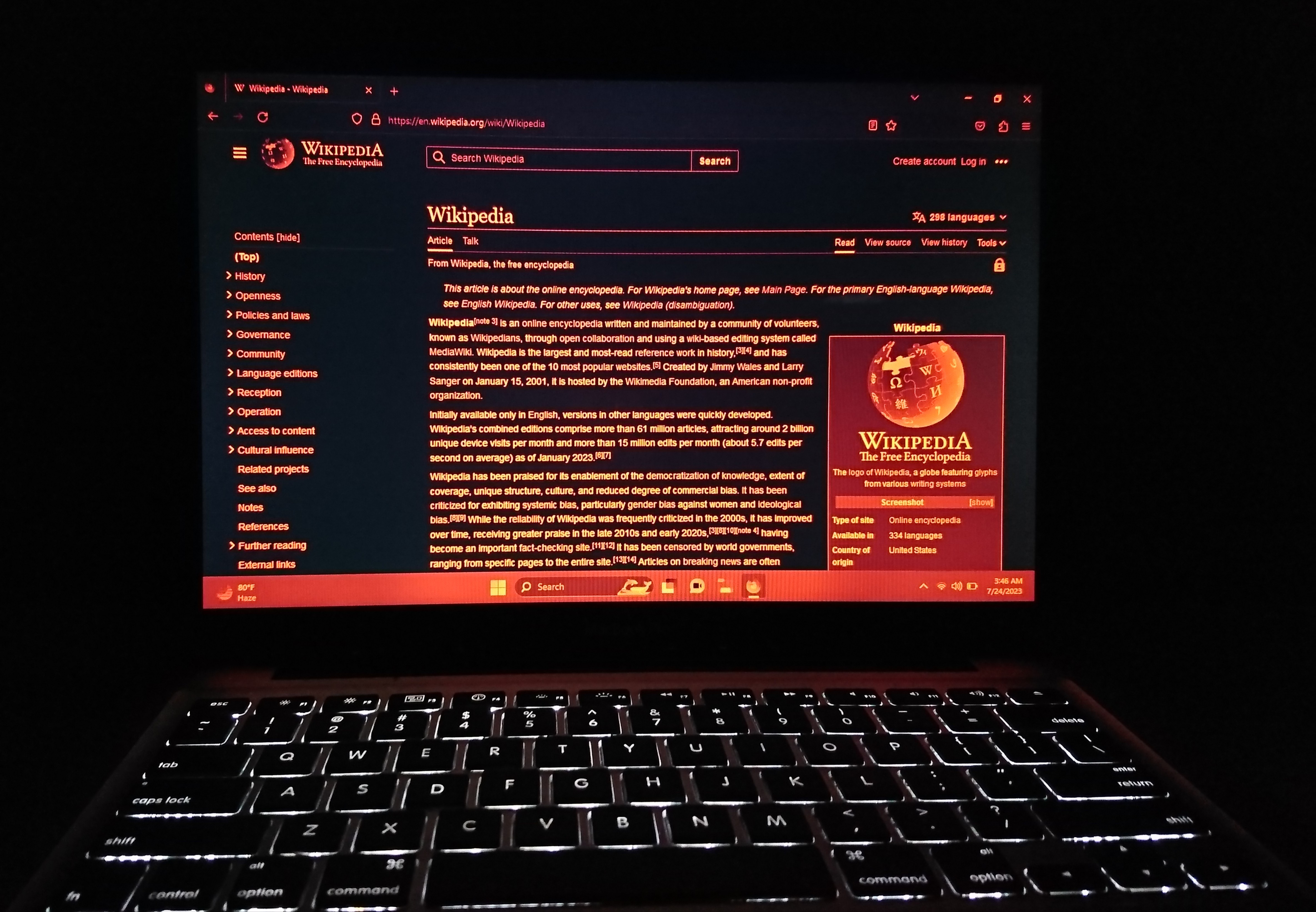
暗室モードを使ったとき

f.luxをインストールする際に利用者は地理座標、郵便番号、あるいは地名に基づいて場所を選択する。すると、選択された場所の日の出と日の入りの時刻に基づいてディスプレイの色温度が自動的に調整される。日没時には色温度が徐々に暖色に変化し、日の出時には元の色(寒色)に戻る。
f.luxは、さまざまなカラープロファイルと事前に定義された色温度の値があり、特定のプログラムや活動中のプログラムの動作を変更する。映画鑑賞モード、赤みを軽減するモード（2.5時間）、夜間の視力に影響を及ぼさない暗室モードなどがある。夜間に働く人はf.luxでパソコンの時間を昼夜逆転させて、昼間にディスプレイを暖色にできる。

## 動作環境
このプログラムは、Microsoft Windows、MacOS、Linuxで利用できる（ただし、現在Ubuntu 18.04 LTSでは動作しない）。iOSでも利用することも可能。

## 健康
夜のブルーライトはメラトニンの分泌を減少させ、がんや心臓病、糖尿病、肥満などの生活習慣病の発症リスクを高める要因の一つとされている。このため、夜間、ハーバード大学医学部では、f.luxなどのブルーライトカットソフトを強く勧めている。一方、注意力、反射神経、精神の安定、睡眠の改善など脳の様々な機能の向上に有効とされているため、青色光は昼にちゃんと浴びるようになってる。